# کاکایی‌اقیانوسی بزرگ

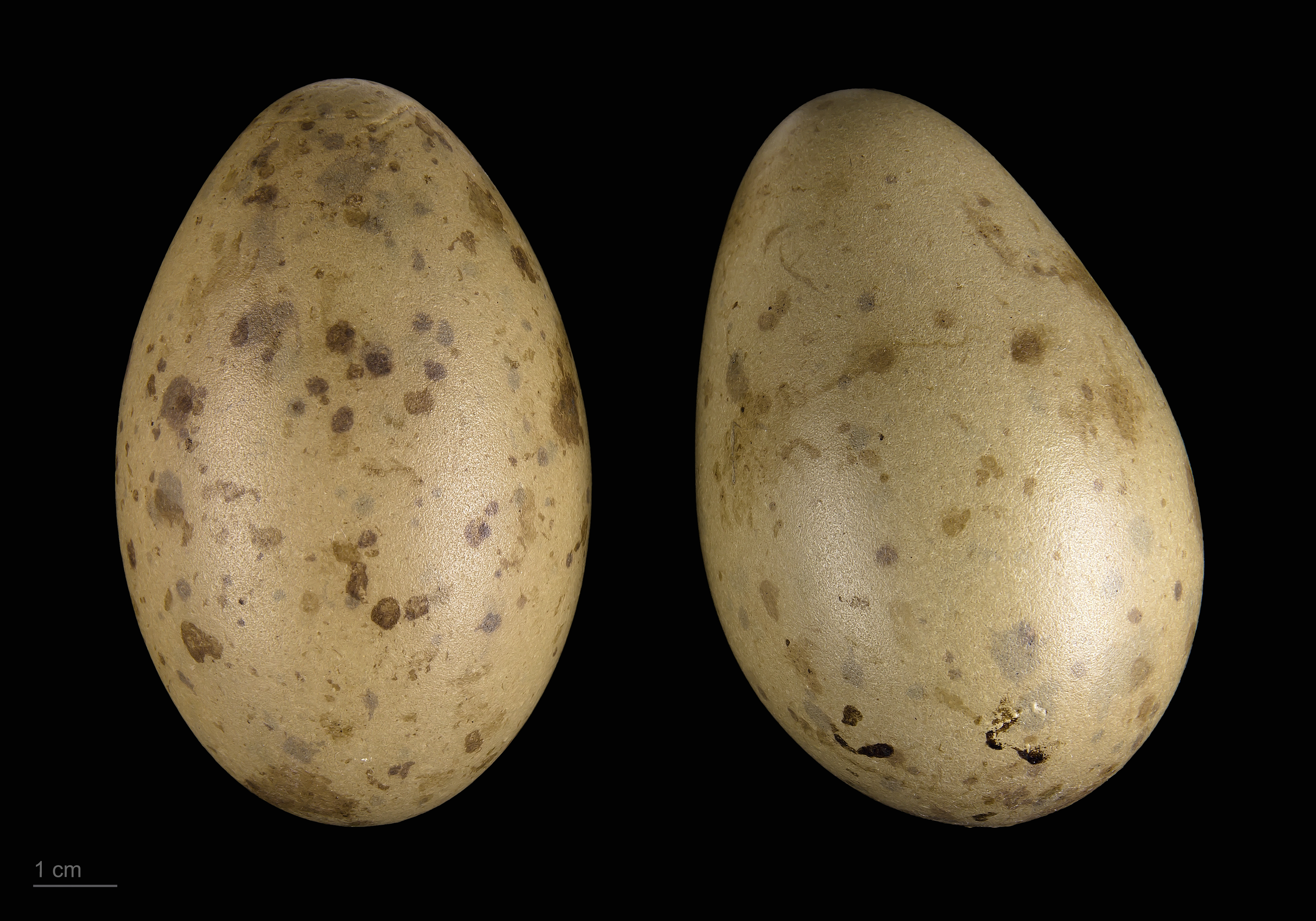
Stercorarius skua

کاکایی‌اقیانوسی بزرگ (نام علمی: Stercorarius skua) نام یک گونه از تیره کاکایی‌اقیانوسیان است.